# 傑作推理劇場
『傑作推理劇場』（けっさくすいりげきじょう）は、1980年から1982年にテレビ朝日系列で放送されたテレビ番組である。

## 概要
1980年開催のモスクワオリンピック日本不参加を受け、中継を予定していたテレビ朝日が、空いた放送枠の代わりとなる企画を検討、推理作家の松本清張が代表取締役を務めていた会社「霧プロダクション」に、松本清張作品のシリーズ放送を打診した。テレビ朝日と霧プロダクションの交渉の結果、エラリー・クイーン編『日本傑作推理12選』（カッパ・ノベルス・光文社文庫）をドラマ化することに決定した。同番組を企画したテレビ朝日編成開発部の高橋浩は、霧プロダクションとは関係なく、『日本傑作推理12選』を自身が読んで番組を立ち上げたと話している。
松本清張と対談し、親交のあったアメリカの推理作家エラリー・クイーン（フレデリック・ダネイ。マンフレッド・ベニントン・リーは1971年に死去）が番組の冒頭に登場、前説を述べる趣向とし、クイーン原作作品も制作された（演者は日本人）。
記念すべき第1回作品である「駆ける男」は同年7月19日の土曜ワイド劇場枠で放送された。
放送時間は22:00-22:54。同時間帯の番組の中で高視聴率を記録し、翌年新たに11本が制作・放送された（放送時間は22:30-23:24）。
1982年は『春の傑作推理劇場』のタイトルで放送された（放送時間は毎週木曜日の21:00-21:54）。

## 放送リスト
- 備考欄の「○」は2024年3月29日に発売されたDVD『傑作推理劇場ベストセレクション Vol.1＜HDリマスター版＞』に収録された作品[4]、「●」は2024年12月25日に発売されたDVD『傑作推理劇場ベストセレクション Vol.2＜HDリマスター版＞』に収録された作品である。

| 回数 | 放送日                     | タイトル                  | 主演         | 原作                                      | 脚本             | 監督       | 制作                          | 備考 |
| ---- | -------------------------- | ------------------------- | ------------ | ----------------------------------------- | ---------------- | ---------- | ----------------------------- | ---- |
| 0    | 1980年7月19日              | 駆ける男                  | 山城新伍     | 松本清張 『駆ける男』                     | 池田雄一         | 水川淳三   | テレビ朝日 松竹株式会社       | ○    |
| 1    | 1980年7月21日              | 魔少年                    | 松尾嘉代     | 森村誠一 『魔少年』                       | 神波史男         | 佐藤肇     | テレビ朝日 東映               |      |
| 2    | 1980年7月22日              | 断崖からの声              | 酒井和歌子   | 夏樹静子 『断崖からの声』                 | ジェームス・三木 | 番匠義彰   | テレビ朝日 松竹株式会社       | ○    |
| 3    | 1980年7月23日              | 殺意                      | 坂口良子     | 高木彬光 『殺意』                         | 播磨幸児         | 野田幸男   | テレビ朝日 東映               |      |
| 4    | 1980年7月24日              | 尊属殺人事件              | 浅茅陽子     | 和久峻三 『尊属殺人事件』                 | 本田英郎         | 千野皓司   | テレビ朝日 東映               |      |
| 5    | 1980年7月25日              | 殺人志願                  | 山本圭       | 西村京太郎 『柴田巡査の奇妙なアルバイト』 | 宮川一郎         | 渡邊祐介   | テレビ朝日 松竹株式会社       | ○    |
| 6    | 1980年7月28日              | 海からの招待状            | 夏木陽介     | 笹沢左保 『海からの招待状』               | 中西隆三         | 小野田嘉幹 | テレビ朝日 三船プロダクション |      |
| 7    | 1980年7月29日              | 消えた男                  | 緒形拳       | 土屋隆夫 『加えて、消した』               | 服部佳           | 堀川弘通   | テレビ朝日 東映               |      |
| 8    | 1980年7月30日              | 艶やかな罠                | 江守徹       | 多岐川恭 『落ちる』                       | 大野靖子         | 神代辰巳   | テレビ朝日 三船プロダクション |      |
| 9    | 1980年7月31日              | 愛の逃亡者 -五島・福江行- | 田村高廣     | 石沢英太郎 『五島・福江行』               | 長谷川公之       | 長谷和夫   | テレビ朝日 松竹株式会社       | ○    |
| 10   | 1980年8月1日               | 猫屋敷殺人事件            | 小川真由美   | エラリー・クイーン 『七匹の黒猫の冒険』   | 吉田剛           | 井上昭     | テレビ朝日 松竹株式会社       |      |
| 11   | 1980年12月18日             | 妻の証言                  | 高橋悦史     | 佐野洋 『肉親の証言』                     | 大津皓一         | 広瀬襄     | テレビ朝日 松竹株式会社       | ○    |
| 12   | 1980年12月25日             | 神獣の爪                  | 関口宏       | 陳舜臣 『神獣の爪』                       | 櫻井康裕         | 鈴木清順   | テレビ朝日 三船プロダクション |      |
| 13   | 1981年8月10日              | 百円硬貨                  | いしだあゆみ | 松本清張 『百円硬貨』                     | 橋本綾           | 野田幸男   | テレビ朝日 東映               |      |
| 14   | 1981年8月11日              | 雪の蛍                    | 大空真弓     | 森村誠一 『雪の蛍』                       | 服部佳           | 浦山桐郎   | テレビ朝日 東映               |      |
| 15   | 1981年8月12日              | 暗い穴の底で              | 近藤正臣     | 菊村到 『暗い穴の底で』                   | 長坂秀佳         | 天野利彦   | テレビ朝日 東映               |      |
| 16   | 1981年8月13日              | くじ運の悪い男            | 田村高廣     | 土屋隆夫 『くじ運の悪い男』               | ジェームス三木   | 番匠義彰   | テレビ朝日 松竹株式会社       | ○    |
| 17   | 1981年8月14日              | お迎え火                  | 藤田まこと   | 山村正夫 『お迎え火』                     | 野上龍雄         | 工藤栄一   | 朝日放送 松竹株式会社         | ○    |
| 18   | 1981年8月17日              | 死ぬより辛い              | 秋野暢子     | 夏樹静子 『死ぬより辛い』                 | 池田悦子         | 佐藤肇     | テレビ朝日 東映               |      |
| 19   | 1981年8月18日              | 消えた献本                | 酒井和歌子   | 石沢英太郎 『献本』                       | 山川智津子       | 堀川弘通   | テレビ朝日 三船プロダクション |      |
| 20   | 1981年8月19日              | 砂の密室                  | 市原悦子     | 宮原昭夫 『若葉照る』                     | 吉田剛           | 瀬川昌治   | テレビ朝日 松竹株式会社       |      |
| 21   | 1981年8月20日              | 善の研究                  | 笠智衆       | 赤川次郎 『善の研究』                     | 宮川一郎         | 貞永方久   | テレビ朝日 松竹株式会社       | ○    |
| 22   | 1981年8月21日              | 異人館の遺言書            | フランキー堺 | 和久峻三 『異人館の遺言書』               | 高橋稔           | 小野田嘉幹 | テレビ朝日 東映               |      |
| 23   | 1981年8月24日              | ガラスの階段              | 江藤潤       | 三好徹 『ガラスの階段 特捜検事』          | 播磨幸兒         | 山根成之   | テレビ朝日 松竹株式会社       | ●    |
| 24   | 1982年1月28日              | ラスト・チャンス          | 原田芳雄     | 草野唯雄 『ラスト・チャンス』             | 松田寛夫         | 小澤啓一   | テレビ朝日 東映               |      |
| 25   | 1982年2月4日               | 殺意のブランコ            | 高松英郎     | 都筑道夫 『風に揺れるぶらんこ』           | 野波静雄         | 長谷部安春 | テレビ朝日 三船プロダクション |      |
| 26   | 1982年2月11日              | ステレオ殺人事件          | 秋吉久美子   | 森村誠一 『ステレオ殺人事件』             | 掛札昌裕         | 小山幹夫   | テレビ朝日 東映               |      |
| 27   | 1982年2月18日              | ひねくれた殺人            | 田村正和     | 海渡英祐 『ひねくれた花』                 | ジェームス三木   | 番匠義彰   | テレビ朝日 松竹株式会社       | ●    |
| 28   | 1982年2月25日              | 黒い館の女                | 松坂慶子     | 小林久三 『見知らぬ夫』                   | 佐藤繁子         | 深作欣二   | テレビ朝日 松竹株式会社       | ●    |
| 29   | 1982年3月4日 1982年3月11日 | 嫉妬                      | 松坂慶子     | 藤本義一 『嫉妬』                         | 池田雄一         | 降旗康男   | テレビ朝日 松竹株式会社       | ●    |
| 30   | 1982年3月18日              | 薄化粧の男                | 岡田茉莉子   | 松本清張 『薄化粧の男』                   | 吉田剛           | 田中登     | テレビ朝日 松竹株式会社       | ●    |
| 31   | 1982年3月25日              | 妻よ、安らかに眠れ        | 愛川欽也     | 菊村到 『妻よ安らかに…』                  | 山田正弘         | 渡邊祐介   | テレビ朝日 東映               |      |
| 32   | 1982年4月8日               | その犬の名はリリー        | 酒井和歌子   | 石沢英太郎 『その犬の名はリリー』         | 宮川一郎         | 野村孝     | テレビ朝日 松竹株式会社       | ●    |
| 33   | 1982年4月15日              | 不安な階段                | 浜木綿子     | 夏樹静子 『階段』                         | 岡本克己         | 野田幸男   | テレビ朝日 東映               |      |